# Sasha Colby
Sasha Kekauoha, född 26 juli 1984 i n Waimānalo, Hawaii i USA   , mer känd under artistnamnet Sasha Colby, är en amerikansk dragshowartist och skönhetstävlingsdeltagare. År 2012 vann hon den amerikanska skönhetstävlingen Miss Continental. År 2023 korades hon till vinnare av den femtonde säsongen av RuPauls dragrace.

## Uppväxt
Sasha Colby föddes i Waimānalo på Hawaii som yngst av sju syskon.   Hon växte upp i en konservativ familj inom Jehovas vittnen. Som tonåring smög hon med att göra drag, låste in sig på badrummet och bar sin systers kläder. Den första transkvinnan hon träffade var moderns frisör, Tammy. Hennes far begick självmord år 2016.

## Privatliv
Sasha Colby är transkvinna och bosatt i Los Angeles.  Hon är dragmor till Kerri Colby som tävlande i säsong 14 av RuPauls dragrace, och sångerskan Chappell Roan.
Colby har ursprung från både ursprungsbefolkningen på Hawaii och Irland. Under sin medverkan i Drag Race framförde hon en lipsync till Zombie av The Cranberries som en hyllning till sitt irländska arv och traumat från att som barn se rapporteringar om Warrington-attackerna på nyheterna. Framträdandet var också en hyllning till hur låten “Zombie” hjälpte henne att hantera sina föräldrars psykiska ohälsa, särskilt modern som hade bipolär sjukdom. 
Colby har ett starkt intresse för historia. Hon är särskilt inspirerad avChevalier d'Éons könstransition under 1700-talet. Hon är polyamorös och har tre partners, inklusive en queer gymägare baserad i Seattle.

## Titlar
- America's Next Drag Superstar, RuPauls dragrace säsong 15, 2023, vinnare [25]
- Miss Continental 2012, vinnare [25]
- Miss Pennsylvania Premiere Continental 2012, vinnare [25]
- Miss Continental 2008, finalist [25]
- Miss West Virginia Continental 2008, vinnare [25]
- Miss Continental 2005, finalist [25]

## Filmografi

### Tv
| År   | Titel                         | Roll      | Anmärkningar                                     | Ref    |
| ---- | ----------------------------- | --------- | ------------------------------------------------ | ------ |
| 2018 | Hawaii Five-0                 | Malie     | Avsnitt: " A'ohe Kio Pohaku Nalo i Ke Alo Pali " |        |
| 2022 | Boss'd Up                     | Sig själv | Avsnitt: "Inget jag i laget"                     |        |
| 2023 | RuPauls ragrace (säsong 15)   | Sig själv | Vinnare                                          |        |
| 2023 | RuPauls Drag Race: Untucked   | Sig själv | Vinnare                                          |        |
| 2023 | The Daily show                | Sig själv | Gäst                                             | [ 26 ] |
| 2023 | Soul of a Nation              | Sig själv | Gäst; Dokumentärserie                            |        |
| 2023 | KTLA5 News                    | Sig själv | Gäst                                             |        |
| 2024 | RuPauls Drag Race (säsong 16) | Sig själv | Specialgäst; Avsnitt: "Grande Finale"            |        |

## Priser och nomineringar
| År     | Prisutdelning                          | Kategori                            | Arbete            | Resultat  | Ref.       |
| ------ | -------------------------------------- | ----------------------------------- | ----------------- | --------- | ---------- |
| 2023   | Virgin Atlantic Attitude Awards 2023   | Dragpriset                          | Sig själv         | Nominerad | [ 27 ]     |
| 2023   | 2023 Variety:s kvinnor inom reality-TV | Genombrottsstjärnor inom reality-TV | RuPauls Drag Race | Nominerad | \| [28] \| |
| 2025   | Queerty Awards                         | Drag Royalty                        | Sig själv         | Vinnare   | [ 29 ]     |
| [ 28 ] |                                        |                                     |                   |           |            |